# Santa Maria Immacolata e San Giovanni Berchmans
Santa Maria Immacolata e San Giovanni Berchmans är en kyrkobyggnad och titelkyrka i Rom, helgad åt Jungfru Maria, särskilt åt hennes Obefläckade Avlelse,  och den helige Jan Berchmans. Kyrkan är belägen i quartiere Tiburtino och tillhör församlingen Santa Maria Immacolata e San Giovanni Berchmans.

## Historia
Kyrkan uppfördes åren 1906–1909 i nyromansk stil efter ritningar av arkitekten Costantino Schneider. Kyrkan konsekrerades av kardinal Désiré-Joseph Mercier den 19 mars 1909. Kyrkan uppfördes med bidrag från Belgiens katoliker. Det är därför kyrkan även är helgad åt Jan Berchmans (1599–1621), en belgisk jesuit och präststuderande.
Fasaden har en portalbyggnad med kolonner; denna har en lynett med en mosaik vilken framställer den Obefläckade Avlelsen. Ovanför portalen ses ett rosettfönster. Fasaden kröns av en huvudgesims med rundbågar, vilka vilar på kragstenar.
Interiörens grundplan är formad som ett latinskt kors. Absidfresken framställer Vår Obefläckade Frus förhärligande.

## Titelkyrka
Santa Maria Immacolata e San Giovanni Berchmans stiftades som titelkyrka med namnet Immacolata al Tiburtino av påve Paulus VI år 1969.
Kardinalpräster
- Peter Thomas McKeefry: 1969–1973
- Reginald John Delargey: 1976–1979
- Ernesto Corripio y Ahumada: 1979–2008
- Raymundo Damasceno Assis: 2010–